# Magdalena Woźniczka
Magdalena Woźniczka (* 11. April 1997) ist eine polnische Volleyballspielerin. Sie spielt auf der Position Außenangriff/Annahme.
Ihre Zwillingsschwester Maria ist ebenfalls Volleyballspielerin.